# Frederick T. Frelinghuysen
Frederick T. Frelinghuysen (Millstone, 1817. augusztus 4. – Newark, 1885. május 20.) az Amerikai Egyesült Államok szenátora (New Jersey, 1866–1869 és 1871–1877).